# Gooseberry Falls State Park CCC/WPA/Rustic Style Historic Resources
Les Gooseberry Falls State Park CCC/WPA/Rustic Style Historic Resources sont des structures formant un district historique dans le comté de Lake, dans le Minnesota, aux États-Unis. Situé au sein du parc d'État de Gooseberry Falls, ce district emploie le style rustique du National Park Service. Il est inscrit au Registre national des lieux historiques depuis le 25 octobre 1989.